# Chieri '76 Volleyball 2015-2016
Questa voce raccoglie le informazioni riguardanti il Chieri '76 Volleyball nelle competizioni ufficiali della stagione 2015-2016.

## Stagione

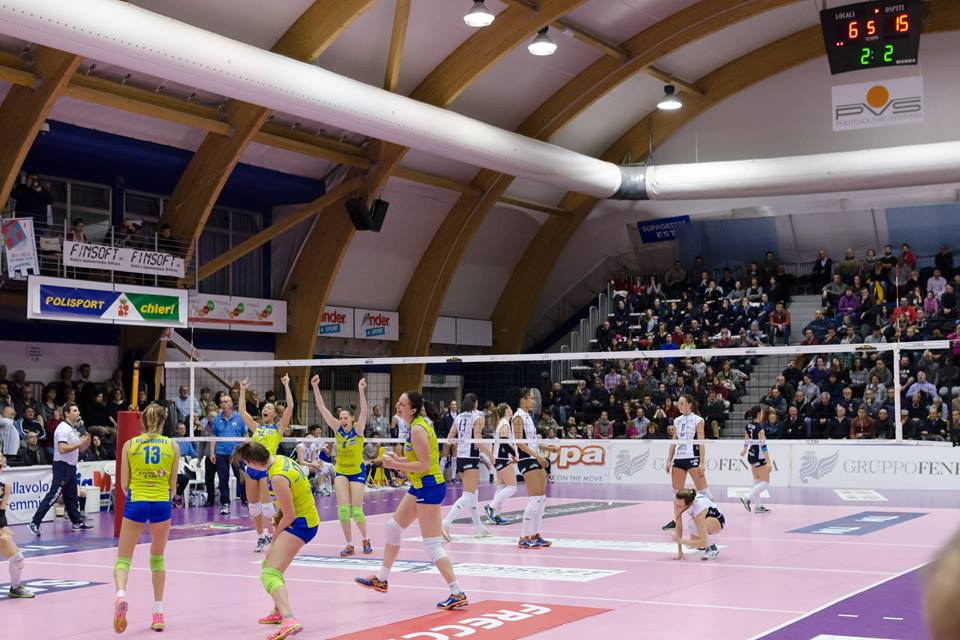
Il Chieri '76 Volleyball esulta dopo una vittoria

La stagione 2015-16 è per il Chieri '76 Volleyball, sponsorizzato da Fenera, la prima in Serie A2: la squadra infatti conquista l'accesso al campionato cadetto grazie al ripescaggio a seguito della rinuncia di alcune società. Viene confermato l'allenatore, Massimiliano Gallo, così come buona parte della rosa, come Silvia Agostino, Giulia Salvi e Ylenia Migliorin. I nuovi acquisti sono quelli di Marta Agostinetto, Viviane de Araujo, Anna Mezzi, Giorgia Vingaretti, Natalia Serena e Costanza Manfredini, quest'ultima arrivata a stagione in corso, mentre tra le cessioni quelle di Beatrice Francesconi, Federica Nasari e Silvia Bersighelli.
Il campionato inizia con la vittoria sulla Polisportiva Filottrano Pallavolo, a cui fa seguito una sconfitta e poi nuovamente un successo: seguono quindi due stop di fila e poi due gare vinte; dopo aver perso contro la Lilliput Pallavolo, la formazione piemontese inanella tre vittorie di seguito, per poi essere sconfitta nelle ultime due partite del girone di andata, chiudendo al settimo posto e qualificandosi per la Coppa Italia di categoria. Il girone di ritorno è per la squadra di Chieri una serie di risultati altalenanti, dove si alternano quasi sempre la vittoria in casa e la sconfitta in trasferta: chiude la regular season all'ottavo posto, appena fuori dalla zona dei play-off promozione.
Grazie al settimo posto in Serie A2 2015-16 al termine del girone di andata, il Chieri '76 Volleyball partecipa per la prima volta alla Coppa Italia di Serie A2: la squadra è tuttavia eliminata ai quarti di finale, battuta per 3-1, in casa del Volley Soverato.

## Organigramma societario
Area direttiva
- Presidente: Filippo Vergnano

Area tecnica
- Allenatore: Massimiliano Gallo
- Allenatore in seconda: Ivana Druetti
- Scout man: Luca Moncalvo

Area sanitaria
- Medico: Francesco Lancione
- Preparatore atletico: Davide Stocco
- Fisioterapista: Giorgia Valetto

## Rosa
| N° | Nome                | Ruolo | Data di nascita   | Nazionalità sportiva |
| -- | ------------------- | ----- | ----------------- | -------------------- |
| 3  | Silvia Agostino     | L     | 30 settembre 1989 | Italia               |
| 4  | Anna Mezzi          | S     | 4 dicembre 1992   | Italia               |
| 5  | Valentina Torrese   | S     | 21 dicembre 1995  | Italia               |
| 6  | Valentina Soriani   | C     | 13 agosto 1989    | Italia               |
| 9  | Marta Agostinetto   | S/O   | 22 aprile 1987    | Italia               |
| 10 | Viviane de Araujo   | C     | 20 febbraio 1987  | Brasile              |
| 11 | Natalia Serena      | S     | 10 novembre 1981  | Italia               |
| 12 | Diletta Curazio     | P     | 29 novembre 1996  | Italia               |
| 13 | Costanza Manfredini | S     | 16 luglio 1988    | Italia               |
| 14 | Giulia Salvi        | C     | 25 luglio 1984    | Italia               |
| 15 | Ylenia Migliorin    | S     | 16 giugno 1989    | Italia               |
| 17 | Sofia Moretto       | S     | 1º ottobre 1995   | Italia               |
| 18 | Giorgia Vingaretti  | P     | 5 febbraio 1985   | Italia               |

## Mercato
| Acquisti | Acquisti            | Acquisti           | Acquisti   |
| R.       | Nome                | da                 | Modalità   |
| -------- | ------------------- | ------------------ | ---------- |
| S/O      | Marta Agostinetto   | San Giorgio Porcia | definitivo |
| C        | Viviane de Araujo   | São Bernardo       | definitivo |
| S        | Costanza Manfredini | Libertas Aversa    | definitivo |
| S        | Anna Mezzi          | ATA Trento         | definitivo |
| S        | Natalia Serena      | Flero              | definitivo |
| P        | Giorgia Vingaretti  | San Casciano       | definitivo |

| Cessioni | Cessioni             | Cessioni        | Cessioni   |
| R.       | Nome                 | a               | Modalità   |
| -------- | -------------------- | --------------- | ---------- |
| P        | Silvia Bersighelli   | ?               | definitivo |
| S        | Beatrice Francesconi | FoCoL Legnano   | definitivo |
| C        | Fabiola Levoni       | Montale         | definitivo |
| S        | Benedetta Marcone    | Castel d'Azzano | definitivo |
| S        | Federica Nasari      | Pavia           | definitivo |

## Risultati

### Serie A2

#### Girone di andata
| 1ª giornata - 18 ottobre 2015 PalaMaddalene, Chieri                     | Chieri '76      | 3 - 1 | Filottrano      | 25-17, 26-24, 22-25, 25-23        |
| 2ª giornata - 25 ottobre 2015 PalaRomiti, Forlì                         | Forlì           | 3 - 0 | Chieri '76      | 25-23, 25-16, 25-14               |
| 3ª giornata - 1º novembre 2015 PalaMaddalene, Chieri                    | Chieri '76      | 3 - 1 | Pesaro          | 22-25, 25-20, 25-23, 25-23        |
| 4ª giornata - 8 novembre 2015 PalaJacazzi, Aversa                       | Libertas Aversa | 3 - 1 | Chieri '76      | 22-25, 25-14, 25-13, 25-21        |
| 5ª giornata - 15 novembre 2015 PalaMaddalene, Chieri                    | Chieri '76      | 2 - 3 | Trentino Rosa   | 23-25, 25-15, 25-17, 23-25, 9-15  |
| 6ª giornata - 18 novembre 2015 Geopalace, Olbia                         | Hermaea         | 2 - 3 | Chieri '76      | 25-23, 16-25, 20-25, 25-21, 8-15  |
| 7ª giornata - 22 novembre 2015 PalaMaddalene, Chieri                    | Chieri '76      | 3 - 1 | Soverato        | 14-25, 25-20, 25-17, 28-26        |
| 8ª giornata - 29 novembre 2015 Palazzetto dello Sport, Settimo Torinese | Lilliput        | 3 - 1 | Chieri '76      | 25-21, 20-25, 28-26, 25-13        |
| 9ª giornata - 6 dicembre 2015 PalaMaddalene, Chieri                     | Chieri '76      | 3 - 0 | Beng Rovigo     | 25-12, 25-10, 25-20               |
| 10ª giornata - 13 dicembre 2015 PalaRamadù, Cisterna di Latina          | Cisterna        | 2 - 3 | Chieri '76      | 16-25, 25-19, 24-26, 25-21, 18-20 |
| 11ª giornata - 19 dicembre 2015 PalaMaddalene, Chieri                   | Chieri '76      | 3 - 0 | VolAlto Caserta | 25-20, 25-22, 30-28               |
| 12ª giornata - 23 dicembre 2015 Palazzetto dello Sport, Monza           | Pro Victoria    | 3 - 0 | Chieri '76      | 25-18, 25-12, 25-18               |
| 13ª giornata - 17 gennaio 2016 PalaMaddalene, Chieri                    | Chieri '76      | 0 - 3 | Golem           | 20-25, 21-25, 22-25               |

#### Girone di ritorno
| 14ª giornata - 24 gennaio 2016 PalaBaldinelli, Osimo         | Filottrano      | 3 - 1 | Chieri '76      | 21-25, 25-12, 25-12, 25-13       |
| 15ª giornata - 31 gennaio 2016 PalaMaddalene, Chieri         | Chieri '76      | 3 - 0 | Forlì           | 25-19, 25-18, 25-23              |
| 16ª giornata - 7 febbraio 2016 PalaCampanara, Pesaro         | Pesaro          | 3 - 0 | Chieri '76      | 25-12, 25-20, 25-16              |
| 17ª giornata - 14 febbraio 2016 PalaMaddalene, Chieri        | Chieri '76      | 3 - 1 | Libertas Aversa | 25-22, 25-17, 23-25, 25-22       |
| 18ª giornata - 21 febbraio 2016 PalaSanbapolis, Trento       | Trentino Rosa   | 3 - 0 | Chieri '76      | 26-24, 25-15, 25-21              |
| 19ª giornata - 24 febbraio 2016 PalaMaddalene, Chieri        | Chieri '76      | 3 - 0 | Hermaea         | 25-23, 25-18, 25-19              |
| 20ª giornata - 28 febbraio 2016 PalaScoppa, Soverato         | Soverato        | 3 - 2 | Chieri '76      | 27-29, 29-27, 22-25, 25-20, 15-9 |
| 21ª giornata - 6 marzo 2016 PalaMaddalene, Chieri            | Chieri '76      | 2 - 3 | Lilliput        | 21-25, 25-21, 20-25, 25-13, 6-15 |
| 22ª giornata - 13 marzo 2016 Palazzetto dello Sport, Rovigo  | Beng Rovigo     | 1 - 3 | Chieri '76      | 25-21, 23-25, 20-25, 22-25       |
| 23ª giornata - 26 marzo 2016 PalaMaddalene, Chieri           | Chieri '76      | 3 - 1 | Cisterna        | 25-21, 26-24, 22-25, 25-22       |
| 24ª giornata - 3 aprile 2016 Palazzetto dello Sport, Caserta | VolAlto Caserta | 3 - 1 | Chieri '76      | 25-19, 21-25, 25-17, 25-19       |
| 25ª giornata - 6 aprile 2016 PalaMaddalene, Chieri           | Chieri '76      | 3 - 1 | Pro Victoria    | 19-25, 25-21, 28-26, 25-22       |
| 26ª giornata - 10 aprile 2016 PalaSurace, Palmi              | Golem           | 3 - 0 | Chieri '76      | 25-20, 25-20, 25-22              |

### Coppa Italia di Serie A2

#### Fase a eliminazione diretta
| Quarti di finale - 27 gennaio 2016 PalaScoppa, Soverato | Soverato | 3 - 1 | Chieri '76 | 25-17, 21-25, 25-22, 25-22 |

## Statistiche

### Statistiche di squadra
| Competizione             | Punti | In casa | In casa | In casa | In trasferta | In trasferta | In trasferta | Totale | Totale | Totale |
| Competizione             | Punti | G       | V       | P       | G            | V            | P            | G      | V      | P      |
| ------------------------ | ----- | ------- | ------- | ------- | ------------ | ------------ | ------------ | ------ | ------ | ------ |
| Serie A2                 | 40    | 13      | 10      | 3       | 13           | 3            | 10           | 26     | 13     | 13     |
| Coppa Italia di Serie A2 | -     | -       | -       | -       | 1            | 0            | 1            | 1      | 0      | 1      |
| Totale                   | -     | 13      | 10      | 3       | 14           | 3            | 11           | 27     | 13     | 14     |

G = partite giocate; V = partite vinte; P = partite perse

### Statistiche dei giocatori
| Giocatore      | Serie A2 | Serie A2 | Serie A2 | Serie A2 | Serie A2 | Coppa Italia di Serie A2 | Coppa Italia di Serie A2 | Coppa Italia di Serie A2 | Coppa Italia di Serie A2 | Coppa Italia di Serie A2 | Totale | Totale | Totale | Totale | Totale |
| Giocatore      | P        | PT       | AV       | MV       | BV       | P                        | PT                       | AV                       | MV                       | BV                       | P      | PT     | AV     | MV     | BV     |
| -------------- | -------- | -------- | -------- | -------- | -------- | ------------------------ | ------------------------ | ------------------------ | ------------------------ | ------------------------ | ------ | ------ | ------ | ------ | ------ |
| M. Agostinetto | 26       | 344      | ?        | ?        | ?        | 1                        | 18                       | 14                       | 2                        | 2                        | 27     | 362    | ?      | ?      | ?      |
| S. Agostino    | 26       | -        | -        | -        | -        | 1                        | -                        | -                        | -                        | -                        | 27     | -      | -      | -      | -      |
| D. Curazio     | 15       | 0        | 0        | 0        | 0        | 1                        | 0                        | 0                        | 0                        | 0                        | 16     | 0      | 0      | 0      | 0      |
| V. de Araujo   | 25       | 223      | ?        | ?        | ?        | 1                        | 1                        | 1                        | 0                        | 0                        | 26     | 224    | ?      | ?      | ?      |
| C. Manfredini  | 12       | 61       | ?        | ?        | ?        | 1                        | 0                        | 0                        | 0                        | 0                        | 13     | 61     | ?      | ?      | ?      |
| A. Mezzi       | 25       | 143      | ?        | ?        | ?        | 1                        | 11                       | 8                        | 1                        | 2                        | 26     | 154    | ?      | ?      | ?      |
| Y. Migliorin   | 21       | 94       | ?        | ?        | ?        | 1                        | 1                        | 1                        | 0                        | 0                        | 22     | 95     | ?      | ?      | ?      |
| S. Moretto     | 24       | 26       | ?        | ?        | ?        | 1                        | 1                        | 1                        | 0                        | 0                        | 25     | 27     | ?      | ?      | ?      |
| G. Salvi       | 26       | 254      | ?        | ?        | ?        | 1                        | 9                        | 8                        | 1                        | 0                        | 27     | 263    | ?      | ?      | ?      |
| N. Serena      | 26       | 330      | ?        | ?        | ?        | 1                        | 12                       | 11                       | 0                        | 1                        | 27     | 342    | ?      | ?      | ?      |
| V. Soriani     | 9        | 14       | ?        | ?        | ?        | 1                        | 2                        | 2                        | 0                        | 0                        | 10     | 16     | ?      | ?      | ?      |
| V. Torrese     | 17       | 1        | ?        | ?        | ?        | 0                        | 0                        | 0                        | 0                        | 0                        | 17     | 1      | ?      | ?      | ?      |
| G. Vingaretti  | 26       | 41       | ?        | ?        | ?        | 1                        | 4                        | 3                        | 0                        | 1                        | 27     | 45     | ?      | ?      | ?      |

P = presenze; PT = punti totali; AV = attacchi vincenti; MV = muri vincenti; BV = battute vincenti